# Herman Donners
Herman Louis Clement Donners (Anvers, 5 d'agost de 1888 – 14 de maig de 1915) va ser un waterpolista belga que va competir a principis del segle xx.
Al seu palmarès destaquen dues medalles en la competició de waterpolo dels Jocs Olímpics: una de plata als de Londres de 1908, i una de bronze als d'Estocolm de 1912. Morí en combat durant la Primera Guerra Mundial.